# Brachytheciastrum falcatulum
Brachytheciastrum falcatulum là một loài Rêu trong họ Brachytheciaceae. Loài này được (Broth.) Ignatov & Huttunen mô tả khoa học đầu tiên năm 2002.